# Новий-Двір-Мазовецький
Новий-Двір-Мазове́цький (пол. Nowy Dwór Mazowiecki) — місто в центральній Польщі. У Новому-Дворі-Мазовецькому Нарев впадає до Вісли.
Адміністративний центр Новодворського повіту Мазовецького воєводства.
На території міста розташована Модлинська фортеця.

## Демографія
Демографічна структура станом на 31 березня 2011 року:
|          | Загалом | Допрацездатний вік | Працездатний вік | Постпрацездатний вік |
| -------- | ------- | ------------------ | ---------------- | -------------------- |
| Чоловіки | 13506   | 2729               | 9518             | 1259                 |
| Жінки    | 14650   | 2542               | 9054             | 3054                 |
| Разом    | 28156   | 5271               | 18572            | 4313                 |